# Diastictis
Diastictis é um gênero de mariposa pertencente à família Crambidae.